# Francesco Baglietto
Francesco Baglietto (Voltri, 1826 – Genova, 1916) è stato un medico e botanico italiano, noto per i suoi studi sulle Crittogame, in particolare sui licheni.

## Biografia
Allievo di Giuseppe de Notaris, si specializzò nello studio dei licheni, argomento sul quale lasciò numerose ricerche e pubblicazioni di valore. Insieme al de Notaris e al Cesati fondò l'importantissima raccolta Erbario Crittogamico Italiano.
Nel 1871 diede alla luce il suo «Prospetto ljchenologico della Toscana» in cui, riunendo tutto quanto era stato pubblicato dai precedenti lichenologi ed aggiungendovi il copioso materiale di alcune collezioni private, poté annoverare ben 411 specie di Licheni raccolti in Toscana e nelle isole adiacenti. Al quale lavoro deve finalmente aggiungersi un altro catalogo, quello di Antonio Mori, in cui si contano 83 specie, in gran parte cítate nel prospetto del Baglietto, alcune delle quali spettanti ad una collezione privata di Arcangeli, altre all'Erbario dell'Orto botanico di Pisa, e le rimanenti raccolte dall'autore. Giovanni Battista De Toni (1864-1925) acquistò l'Erbario lichenologico del Dottor Francesco Baglietto per la somma di £.2000 (Tretiac & Dallai, 1989) collezione che è conservata nell'Istituto Botanico di Modena e che, insieme alle altre quivi esistenti, rende l'Erbario Lichenologico dell'Università di Modena una delle più importanti raccolte di flora crittogamica.

## Opere
- Baglietto, F., Enumerazione dei licheni di Liguria, in Memorie della Accademia delle Scienze di Torino, serie 2, tomo 17, 1858,  pp. 373-445.
- Baglietto, F. (1861). Nuove specie di licheni. Commentario della Società Crittogamologica Italiana, 1 (1): 17-[24].
- Baglietto, F. (1865). Materiali per la micologia Italiana. Commentario della Società Crittogamologica Italiana, 2 (2): 261-265.
- Baglietto, F. (1870). Nota sull'Endocarpon guepini Delise e descrizione della Guepinella myriocarpa n.sp. Nuovo Giornale Botanico Italiano, 2: 171-[174].
- Baglietto, F. (1871). Prospetto Lichenologico della Toscana. Nuovo Giornale Botanico Italiano, Vol. III, - Pag. 211-297 – Firenze.
- Baglietto, F.; Carestia, A. (1863). Licheni nuovi dell'alta Valsesia. Commentario della Società Crittogamologica Italiana, 1 (5): 439-446.
- G. de Notaris, F. Baglietto (1872). Erbario Crittogamico Italiano. ser. II, fasc. XII (nos 601-650).

## Abbreviazione botanici
| Bagl. è l'abbreviazione standard utilizzata per le piante descritte da Francesco Baglietto. Consulta l'elenco delle piante assegnate a questo autore dall'IPNI. |